# Патриотическая партия «Великая Япония»
Патриотическая партия «Великая Япония» (яп. 大日本愛国党 Dai Nippon Aikokutō) — японская ультраправая националистическая политическая партия. Основана в 1951 году бывшим социалистом Сатоси Акао (он же Бин Акао). В прошлом праворадикальная с элементами экстремизма, в настоящее время партия занимает консервативные правопопулистские позиции.
Изначально партия входила в оперативно-политическую систему Ёсио Кодамы и тесно сотрудничала с криминальными структурами, особенно кланом Ямагути. В партии состоял Отоя Ямагути, убийца социалиста Инэдзиро Асанумы.
Партия жёстко критиковала не только коммунизм и левые силы, но также бюрократию и коррупцию правящей ЛДП. Особенно негативно партия относилась к либеральному премьер-министру Такэо Мики. Регулярно возникали конфликты с правоохранительными органами.
Партия выступала с популистских позиций, отстаивала права мелкобуржуазных, средних и низовых слоёв населения. В экономической сфере предлагалось максимальное развитие мелкого частного бизнеса при огосударствлении крупной промышленности. В политической области — запрет компартии, преследование левых, наделение императора высшей исполнительной властью. Пропагандировались также традиции самурайской этики, верности, поклонения императору. Эклектическая партийная идеология определялось приведённым Акао перечнем авторитетов: Пак Чжон Хи, Иисус Христос, Адольф Гитлер, Будда Гаутама, император Мэйдзи.
В области внешней политики партия занимала непримиримо антисоветские и проамериканские позиции. Постоянным пунктом программы был возврат Южно-Курильских островов, укрепление союза с США, налаживание сотрудничества с Великобританией и Южной Кореей.
Сатоси Акао возглавлял партию почти 40 лет, до своей кончины в 1990 году. После него лидерство перешло к вдове, затем к старшему сыну Митихико Акао, давнему соратнику отца. С партией аффилированы структуры предпринимательского, молодёжно-спортивного, культурного, историко-патриотического и регионального характера.
Крупномасштабные политические перемены в мире и в Японии несколько изменили характер партии. Правый радикализм постепенно эволюционировал к правому национал-консерватизму. Однако на символическом уровне регулярно подчёркивалась верность курсу Сатоси Акао.